# 格拉維尼察
格拉維尼察是保加利亞的城鎮，位於該國東北部，距離首都索菲亞400公里，由錫利斯特拉州負責管轄，面積34.84平方公里，海拔高度150米，受大陸性氣候影響，2010年人口1,986，居民主要信奉伊斯蘭教。

## 外部連結
- Glavinitsa municipality website （页面存档备份，存于） （保加利亚文） （英文） （土耳其文）

43°55′N 26°50′E / 43.917°N 26.833°E